# Breite Straße 42 (Wernigerode)

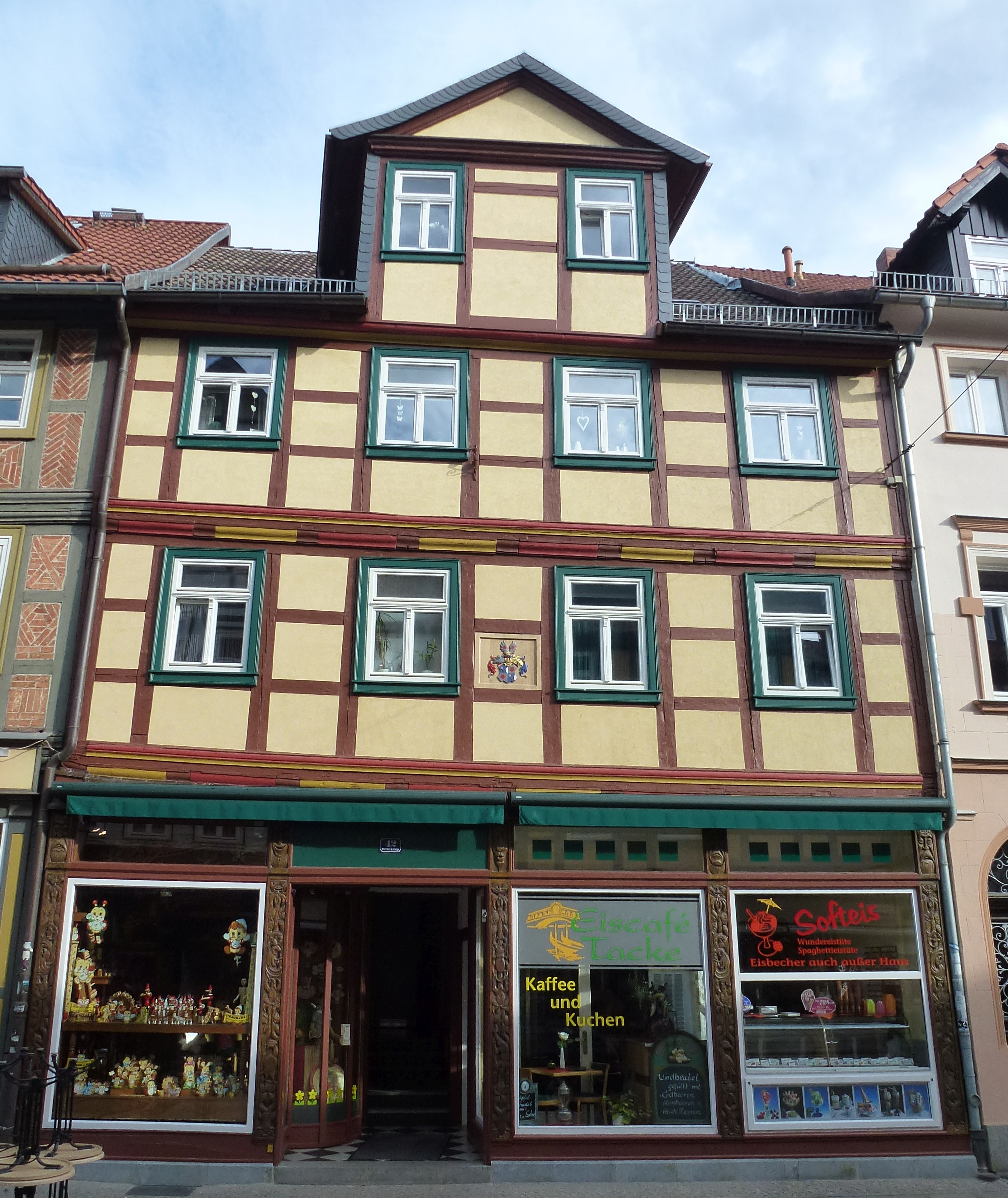
Wohn- und Geschäftshaus Breite Straße 42 in Wernigerode

Das Haus Breite Straße 42 ist ein denkmalgeschütztes Haus in der Stadt Wernigerode im Landkreis Harz in Sachsen-Anhalt. Es handelt sich um ein Wohn- und Geschäftshaus.

## Architektur und Geschichte
Das Gebäude befindet sich in der historischen Altstadt von Wernigerode auf der Breiten Straße, einer der Hauptgeschäftsstraßen der Stadt. Es ist dreigeschossig. Das Dach wurde ebenfalls ausgebaut. Dort befinden sich eine Dachgaube mit zwei, zur Breiten Straße zeigenden Fenstern. Zwischen diesen befand sich früher eine Öffnung, durch die das Heu auf den Oberboden gebracht werden konnte. Die Straßenfront des Gebäudes ist mit funktionellem, einfachem Fachwerk errichtet worden.
In der unteren Etage des Gebäudes befindet sich seit dem 19. Jahrhundert ein Geschäft. Besonders hervorzuheben sind die fünf hölzernen Stützpfeiler im Erdgeschoss, die durch mehrere Schnitzereien verziert sind. Durch den Einbau der Läden wurde die bis dahin vorhandene Symmetrie des Gebäudes verändert.
In der Mitte der ersten Etage befindet sich, zur Straßenseite zeigend, das farbige, viergeteilte bürgerliche Wappen der Besitzerfamilie dieses Gebäudes mit Helmaufsatz.
Früher trug das Gebäude die Ortslistennummer 434. Es handelte sich ursprünglich um ein Wohnhaus mit Anbau und Hofraum, Stall mit Waschküche. 1895/96 besaß das Haus der Schuhmachermeister Ferdinand Richter gemeinsam mit seiner Ehefrau Johanne geb. Lünig. Sie betrieben im Erdgeschoss eine Schusterei. Jetzt werden diese Räume als Eiscafé mit Straßenverkauf genutzt.
Im Denkmalverzeichnis der Stadt Wernigerode ist das Haus als Baudenkmal unter der Erfassungsnummer 094 25022 verzeichnet.